# 勒米安库尔
勒米安库尔（法語：Remiencourt，法語發音：[ʁəmjɛ̃kuʁ]）是法国上法蘭西大區索姆省的一个市镇，属于亚眠区。

## 地理
勒米安库尔（49°46'58"N, 2°22'57"E）面积4.82 平方千米，位于法国上法蘭西大區索姆省，该省份为法国北部沿海省份，北起加来海峡省和北部省，西接滨海塞纳省和大西洋英吉利海峡，南至瓦兹省，东临埃纳省。
与勒米安库尔接壤的市镇（或旧市镇、城区）包括：努瓦河畔阿伊、科唐希、多马坦、努瓦河畔埃斯特雷、努瓦河畔居扬库尔、鲁夫雷勒。

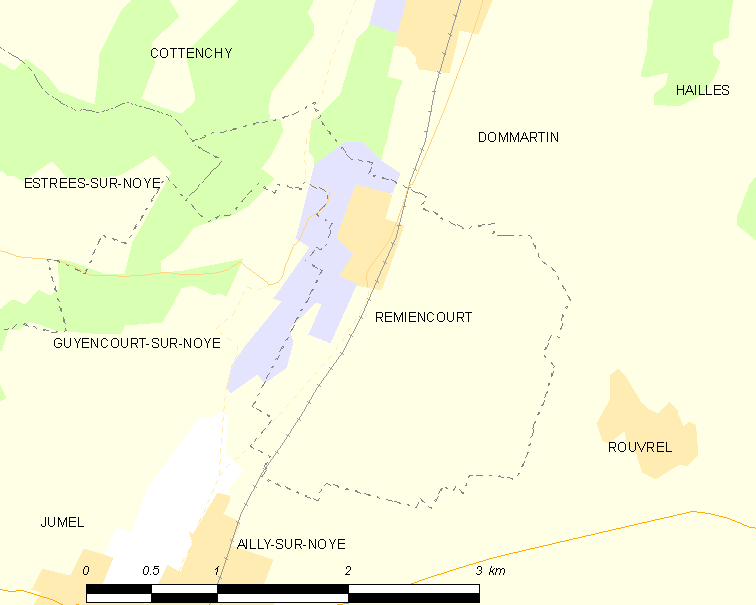
勒米安库尔的OSM定位图

勒米安库尔的时区为UTC+01:00、UTC+02:00（夏令时）。

## 行政
勒米安库尔的邮政编码为80250，INSEE市镇编码为80668。

## 政治
勒米安库尔所属的省级选区为努瓦河畔阿伊县。

## 人口

1962-2008年间勒米安库尔人口变化图示

勒米安库尔于2022年1月1日时的人口数量为172人。